# 長谷川智樹
長谷川 智樹（はせがわ ともき、1958年7月19日 - ）は、日本のキーボーディスト、ギタリスト、作曲家、編曲家、音楽プロデューサー。ベリーグー所属。

## 来歴
大阪府池田市出身。ピアノ、ヴァイオリンの演奏から始まり、本格的な音楽活動を行う。キーボーディスト、ギタリストとして数々のバンド活動を経験する。作曲家としては、コマーシャルソングを数百本の作品を制作する。また、多くのアーティストの作品に作詞家、編曲家、コンピューター・プログラマー、音楽プロデューサーとして携わる。その後、映画音楽やテレビドラマ、アニメーション、テレビ番組、舞台音楽へと活動を広げ、独特なオーケストレーション、編曲感覚で精力的に作品を提供している。所属事務所は、有限会社VERY GOOである。

## 主な作品

### 映画
- 銀河英雄伝説外伝 黄金の翼（1992年9月、清水恵蔵監督）
- いつかギラギラする日（1992年9月、深作欣二監督）
- クレープ（1993年10月、市川準監督）
- いのちの地球 ダイオキシンの夏（2001年8月、出﨑哲監督）
- 自殺サークル（2002年3月、園子温監督）
- 紀子の食卓（2006年9月、園子温監督）
- エクステ（2007年2月、園子温監督）

### アーティスト
（五十音順）
- アースココと寺西諜報員に太陽系オールスターズ
  - 「いかすぜ!ユニバース」（編曲）、「宝石は密林に眩く」（編曲） - シングル『いかすぜ!ユニバース』
- あがた森魚
  - アルバム『バンドネオンの豹（ジャガー）』（編曲）（ユニット「ウインクサーヴィス」として[1]）
  - 「九州のおばあさん」（編曲） - アルバム『佐藤敬子先生はザンコクな人ですけど』
- 天野月子
  - 「萌」（編曲）、「かぼす」（編曲） - アルバム『UMA SALMON』
  - 「巨大獣-第二次形態」（ストリングスアレンジ） - アルバム『WINONA RIDERS』
- 有安杏果
  - 「遠吠え」（編曲） - アルバム『ココロノオト』
- 飯塚雅弓
  - 「完ペキなスマイル」（作詞・作曲・編曲）、「SALAD DAYS」（編曲）、「かたおもい」（作曲・編曲）ほか - アルバム『かたおもい』
  - 「ミントと口笛」（作曲・編曲）、「ストロベリー・キャンドル」（作詞・作曲・編曲）、「DESTINY」（作曲・編曲）ほか - アルバム『ミントと口笛』
  - 「風のKiss」（編曲）、「Ladybird」（作詞・作曲・編曲）、「X'mas time Hold me tight」（作詞・作曲・編曲）ほか - アルバム『Fly Ladybird fly』
  - 「SOMEDAY」（作詞・作曲・編曲）、「am⇔pm」（作曲）、「It's a beautiful day ～永遠に続く日々～」（作詞・作曲・編曲）ほか - アルバム『so loving』
  - 「My happy day」（作曲・編曲）、「優しい約束 ～TO MY FRIEND～」（作曲・編曲）、「For you」（作曲・編曲）ほか - アルバム『AERIS』
  - 「A Place in the Sun ～陽のあたる場所～」（作詞・作曲・編曲） - アルバム『ひまわり』
  - 「Shooting Star」（作曲・編曲） - アルバム『虹の咲く場所』
  - 「Dream」（作曲・編曲）- アルバム『SMILE×SMILE』
  - 「Strawberry Fantasy」（作曲・編曲）、「0%」（編曲）、「願い」（編曲）、「2004年のdiary」（作曲・編曲） - アルバム『∞Infinity∞』
  - 「未来へ」（編曲）、「ずっと好きでした」（編曲）、「あいのはな」（作曲・編曲） - アルバム『mine』
  - 「公園通り」（編曲）、「Your Song」（作曲・編曲） - アルバム『10 LOVE』
  - 「いまここで」（編曲）、「Capri blue☆friend」（作曲・編曲） - アルバム『Crystal Days』
  - 「君へと続くストーリー」（作曲・編曲） - アルバム『Stories』
  - 「チョコレートコスモス」（編曲）、「23degrees」（編曲）、「バレンタイン大作戦」（編曲）、「君だけを‥」（編曲）ほか - アルバム『23degrees。』
- 板尾創路
  - アルバム『ミュージック』（全編曲）
- イヤホンズ
  - 「280秒間世界一周 ～幸せのイヤホンを探して～」（作曲・編曲）
  - 「勇者へのミサ・ブレイヴィス」（作曲・編曲）
- 上野樹里
  - 「じーじのえてがみ-グランドファザーズ・レター」（編曲）
- 宇宙人
  - 「惡の華」（編曲） - TVアニメ『惡の華』オープニングテーマ
- 大貫妙子
  - 劇場版「どうぶつの森」主題歌「森へ行こう」（編曲）
- 大橋のぞみ
  - 「黒ネコのタンゴ」（編曲） - アルバム「ノンちゃん雲に乗る」
- 岡崎律子
  - 「いつでも微笑みを」（編曲）、「fay」（編曲） - アルバム『for RITZ』
  - 「おはよう」（編曲）、「愛すべき明日」（編曲）、「ひとりではつまらない」（編曲）、「青空」（編曲）、「電話をちょうだいね」（編曲）、「春が来た」（編曲）、「仲なおり」（編曲） - アルバム『おはよう』
- 乙葉
  - シングル「一秒のリフレイン」（編曲）、「ヒトリゴト」（作曲・編曲）
  - 「ずっと胸が痛い」（編曲）、「声のおまもりください」（編曲）、「湾岸デート」（編曲） - アルバム『OtohaCD Vol.2』
- ORIGINAL LOVE
  - シングル「接吻」（ストリングスアレンジ）
- 甲斐バンド
  - 「甘いkissをしようぜ」（ストリングスアレンジ） - アルバム『夏の轍』
- 河辺千恵子
  - 「cry baby」（編曲） - シングル『Shining!/cry baby』
- 銀色夏生
  - アルバム『バランス』（プロデュース）
- クミコ
  - ｢あの日、桜の下」（編曲） - アルバム『チューリップ』
- ゲントウキ
  - シングル「さらば!」（編曲）、「おぼえたてのメロディ」（編曲）
- コミネリサ
  - 「unity」（編曲）
- 小柳ゆき
  - 「CRY」（編曲） - アルバム『my all…』
- 西城秀樹
  - シングル「Everybody Dance」（作曲・編曲）[2][3][4]
- サーニャ・V・リトヴャク (門脇舞以) & エイラ・イルマタル・ユーティライネン (仲井絵里香)
  - 「黒い瞳」（編曲） - アルバム『ストライクウィッチーズ 秘め歌コレクション 2』
- 篠原ともえ
  - アルバム『MEGAPHONE　SPEAKS』（作曲・編曲、プロデュース）
- 城戸けんじろ(ex-ジャパハリネット)
  - アルバム『俺フェス2008』（全編曲）
- 新谷良子
  - 「はじめて」（編曲） - アルバム『Pretty Good!』
  - 「君のもとへ」（編曲）、「Thank You for my Dear」（編曲） - アルバム『ファンシー☆フリル』
  - 「ライフイズフリー」（編曲） - アルバム『世界でいちばんボクが好き!』
- スピッツ
  - アルバム『オーロラになれなかった人のために』（プロデュース・全編曲）
  - 「シュラフ」（編曲）- アルバム『惑星のかけら』
  - シングル｢魔女旅に出る」（オーケストレーション）
- September
  - シングル「冬のソナタ-最初から今まで-」（編曲）、「My memory」（編曲）
- 太陽族
  - 「パレード」（ストリングスアレンジ） - 『ジェリービーン』
- 高木一江
  - 「The Christmas song」（編曲） - アルバム『X’mas Bossa』
- 高橋ひろ
  - 「君じゃなけりゃ意味ないね」（編曲） - アルバム『君じゃなけりゃ意味ないね』
- つきよみ
  - 「戀～いとしいとしと言う心～」（編曲） - シングル『涙ひとつぶ』
- TETSU69
  - 「empty tears」（共同編曲） - アルバム『Suite November』
- 東山奈央
  - 「living」（作曲・編曲） - シングル『door』[5]
- トキハイ
  - 「陽の光」（編曲） - 2nd.シングル『僕らが伝えていくもの』
- 中村善郎
  - 「Segredo」（編曲）、「Manhã de Carnaval」（編曲） - アルバム『Bossa Nova』
- Peach
  - 「桜の木の下で」（編曲） - アルバム『SAKURA BOSSA -The Greatest Sakura Hits In Bossa Style-』
- b-flower
  - アルバム『Clockwise』（編曲）
- ピチカート・ファイヴ
  - 「スウェーデン娘」（オーケストレイション） - アルバム『女王陛下のピチカート・ファイヴ』
  - アルバム『couples』（編曲）
  - アルバム『Bellissima!』（編曲）
  - 「リップ・サーヴィス」（オーケストレイション） - アルバム『月面軟着陸』
- Fortuna
  - シングル 「One wish」（編曲）
- 福山潤
  - 「心はキミの影になりにき」（作曲・編曲）、「ゴミ収集車の唄～私の四畳半ライブ」（編曲） - アルバム『浪漫的世界』
- 藤澤ノリマサ
  - 「銀の雨」（作曲・編曲） - アルバム『Appassionato～情熱の歌～』
- 伏見猿比古 (宮野真守) 
  - 「I beg your hate」（作曲・編曲） - TVアニメ『K (アニメ)』キャラクターソング
- 堀江美都子
  - 「太陽を追いかけて」（作曲・編曲） - TVアニメ『風の中の少女 金髪のジェニー』主題歌
- ももいろクローバーZ
  - シングル「僕等のセンチュリー」（作詞・作曲（ROLLYとの共作）・編曲）
  - 「宙飛ぶ!お座敷列車」（編曲） - アルバム『5TH DIMENSION』
  - 「ザ・ゴールデン・ヒストリー」（編曲）
- 八代亜紀
  - 「ミスター サムシング ブルー」（作曲・編曲）
  - 「美しい色」（作曲） - アルバム『彩月』
- 山本領平
  - シングル「Believe Me」（ストリングスアレンジ）
- 有里知花
  - 「Island Dancer」（プロデュース）「Sunset」（プロデュース） - アルバム『hana』
- ユニコーン
  - 「ママと寝る人」（編曲） - アルバム『おどる亀ヤプシ』
- ROLLY
  - アルバム「鋼鉄のハードロッカー」（プロデュース）
- ROLLYと絶望少女達
  - シングル「マリオネット」（作曲・編曲）
- WANNA BE+
  - 「I miss you」（ストリングスアレンジ） - アルバム『RAINBOW』

### アニメーション
- 愛天使伝説ウェディングピーチ
- エルドランシリーズ（「絶対無敵ライジンオー」のみ田中公平が担当）
  - 元気爆発ガンバルガー
  - 熱血最強ゴウザウラー
- クイズマジックアカデミー
- くじびきアンバランス（第二期）
- ごくせん
- さよなら絶望先生[6]
- 俗・さよなら絶望先生
- 懺・さよなら絶望先生
- それゆけ!宇宙戦艦ヤマモト・ヨーコ（OVA第1シリーズのみ）
- 団地ともお
- 超人ロック 新世界戦隊
- D・N・ANGEL
- DearS
- 謎の彼女X
- NANA
- 普通の女子校生が【ろこどる】やってみた。[7]
- 魔法のプリンセス ミンキーモモ（第2作、1991年）
- まかでみ・WAっしょい!
- 魔人探偵脳噛ネウロ[8]
- みかん絵日記
- やくならマグカップも
- ニル・アドミラリの天秤
- イエスかノーか半分か
- じいさんばあさん若返る[9]
- 出禁のモグラ

### テレビ
ドラマ
- 『華の別れ』（1989年、東海テレビ・フジテレビ）
- 『成田離婚』（1997年、フジテレビ）
- 『一橋桐子の犯罪日記』（2022年、NHK総合）

教養・娯楽番組
- 『ためしてガッテン』（1995年 - 2016年、NHK）
- 『クッキンアイドル アイ!マイ!まいん!』（2009年 - 2013年、NHK教育）
- 『さんまのスーパーからくりTV』（1992年 - 2014年、TBSテレビ）

### ゲーム
- 交響詩グラディウスIII（編曲・指揮を担当。キングレコード・コナミレーベル KICA-1010、1990年6月5日発売）
- 項劉記（コーエー）
- 三國志VII（コーエー）

### ドラマCD
- 集英社カセットブック ジョジョの奇妙な冒険
- 「成田離婚」オリジナル・サウンドトラック（ポニーキャニオン PCCH-00071、1997年12月3日発売）